# Нонака, Ай
Ай Нонака (яп. 野中 藍 Нонака Ай) — японская сэйю и J-pop певица. Родилась 8 июня 1981 года в г. Фукуока, преф. Фукуока, Япония. По окончании школы в Фукуоке переехала в Токио, где в возрасте 21 года окончила институт Аонидзюку. Работает в компании Aoni Production. Почитатели называют её Ай-пон (яп. あいぽん); также Ай-тян (яп. あいちゃん) и Ай-ай (яп. あいあい).
В детстве её отдали обучаться фигурному катанию, однако после того, как она однажды сильно обморозилась, это занятие пришлось оставить. Также у неё есть опыт занятия классическим балетом. Ещё учась в школе, хотела стать сэйю. Как она рассказывала в интервью, основной причиной, возбудившей её интерес к работе сэйю, было аниме YuYu Hakusho, в особенности, один из персонажей этого аниме, Курама. Чтобы реализовать это своё желание, поступила в театральный кружок и даже была его руководителем. Постепенно увлеклась собственно театром. По окончании школы хотела играть мужские роли в театре Такарадзука Кагэкидан (известный японский музыкальный театр, где все роли играют женщины), однако по голосу и росту не подошла. После этого вернулась в своей первоначальной мечте — стать сэйю, и поступила в институт Аонидзюку. Дебютировала в 2000 году с незначительной ролью в аниме One Piece, а её первой главной ролью была Катасэ Сима из аниме Uchū no Stellvia (2003 год).
У неё есть младший брат; он и родители остались в Фукуоке, сама же она живёт в Токио. Своё имя, «Аи», она получила по инициалам родителей — «а» от матери и «и» от отца. Поначалу те хотели использовать для имени иероглиф 愛 (ай, любовь), однако, поскольку в том микрорайоне уже была девочка с таким именем, выбрали другой иероглиф — 藍 (ай или ран, индиго).
По характеру, как она сама пишет на своём сайте, «решительная, застенчивая, спонтанная, странная, злобная, наивная».
Любит алкогольные напитки (про сакэ хвалится, что может пить его, как воду), кастеллу (тип японского бисквитного пирожного), такояки, карри. Не любит овощи, сыр, солёное.
Является членом юнита DROPS. Записала также целый ряд сольных альбомов.

## Роли
Некоторые основные роли:

### Аниме
2002
- Platonic Chain — Кагура Рика
- Kinnikuman — Кэйко
- Kinnikuman Nisei: Muscle Ninjin Sōdatsu! Chōjin Daisensō (фильм) — Кэйко

2003
- Bobobo-bo Bo-bobo — Beauty
- Bottle Fairy — Хороро
- R.O.D the TV — Токо Сино
- Stellvia of the Universe — Сима Катасэ
- Submarine 707R (OVA) — Рэй

2004
- Doki Doki School Hours — Ханако Хориэ
- Gakuen Alice — Ноноко Огасавара
- Kannazuki no Miko — Нэкоко
- Tenbatsu! Angel Rabbie (OVA) — Луи
- Kinnikuman Nisei - Ultimate Muscle — Кэйко

2005
- Iriya no Sora, UFO no Natsu (OVA) — Ирия Кана
- Jinki: Extend — Сацуки Кавамото
- Kamichu — Мико Саэгуса
- Mahō Sensei Negima — Конока Коноэ
- Pani Poni Dash! — Итидзё, сестрёнка Итидзё

2006
- Ape Escape — Саяка
- Bincho-tan — Бинтё-тан
- Kinnikuman Nisei 2 — Кэйко
- Kujibiki Unbalance — Токино Акияма
- Negima!? — Конока Коноэ
- Negima!? OVA Haru — Конока Коноэ
- Negima!? OVA Natsu — Конока Коноэ
- Poka Poka Mori no Rascal — Рируру
- Sōkō no Strain — Лавиния Реберс и Эмили

2007
- Clannad — Фуко Ибуки
- Gakuen Utopia Manabi Straight! — Мика Инамори
- Mushi-Uta — Си
- Sayonara Zetsubou Sensei — Кафука Фуура
- «Дораэмон» — Дорамякко

2008
- Goku Sayonara Zetsubou Sensei (OVA) — Кафука Фуура
- Himitsu - Top Secret — Нанако Амати
- Mahō Sensei Negima OAD - Shiroki Tsubasa Ala Alba — Конока Коноэ
- Real Drive — Юкино
- Zettai Shougeki ~Platonic Heart~ (OVA) — Мико Кадзуки
- Zoku Sayonara Zetsubou Sensei — Кафука Фуура
- «Торадора!» — Кихара Мая

2009
- Asura Cryin' — Канадэ Такацуки
- Asura Cryin' 2 — Канадэ Такацуки
- Clannad After Story — Фуко Ибуки
- Natsu no Arashi! — Яёй Фусими
- Mahō Sensei Negima OAD - Mou Hitotsu No Sekai — Конока Коноэ
- Sora wo Kakeru Shōjo — Имоко Сисидо
- Tatakau Shisho — Тяколи Кокоттэ
- Tokyo Magnitude 8.0 — Ая
- Yoku Wakaru Gendai Mahō — Коёми Морисита
- Zan Sayonara Zetsubou Sensei — Кафука Фуура

2010
- The World God Only Knows — Фудзиидера

2011
- Denpa Onna to Seishun Otoko — Мэмэ Това
- Gintama — Пирако Тин
- Puella Magi Madoka Magica — Кёко Сакура

2012
- Another — Юкари Сакураги
- Saki Achiga-hen episode of Side-A — Коко Фукуё

2013
- Namiuchigiwa no Muromi-san — Хии-тян
- Puella Magi Madoka Magica: Rebellion — Кёко Сакура
- Sasami-san@Ganbaranai — Тама Ягами[1]
- Watashi ga Motenai no wa Dou Kangaetemo Omaera ga Warui — Мэгуми Имаэ

2014
- Amagi Brilliant Park — Тирами
- Gugure! Kokkuri-san — Ноэль
- Saki: Zenkoku-hen — Коко Фукуё

2015
- Koufuku Graffiti — Акира Матико
- Osomatsu-san — Тибими

2016
- Tsukiuta. The Animation — Тиса Тогава

2017
- Fate/Apocrypha — Чудовище Франкенштейна, Медея
- Kemono Friends — Сетчатый жираф
- UQ Holder! — Конока Коноэ

2018
- Fate/Extra Last Encore — Кастер, Алиса
- Gintama — Пирако Тин

2020
- Jashin-chan Dropkick — Кракен
- Magia Record: Puella Magi Madoka Magica Side Story — Кёко Сакура

2022
- Girls' Frontline[англ.] — 416

### Игры
- 12Riven — Мию Такаэ
- Ape Escape 3 — Саяка
- Arknights — Glaucus
- Atelier Annie: Alchemists of Sera Island — Энни Эйленберг
- Azur Lane — Honoka
- Blaze Union: Story to Reach the Future — Памела, Эмилия
- Clannad — Фуко Ибуки
- Code 18 — Хикари Харуна
- Cross Edge — Мэу
- Dengeki Gakuen RPG: Cross of Venus — Кана Ирия, Канадэ Такацуки
- Dragon Nest — Воин
- Dynasty Warriors 7 — Бао Саньянг
- Fate/Extra — Кастер, Алиса
- Fate/Grand Order — Nursery Rhyme, Медея-Лили, Чудовище Франкенштейна, Мэри Рид
- Final Fantasy Type-0 — Ария
- Gloria Union — Локомоко, Памела
- Girls’ Frontline[англ.] — HK416
- Girls’ Frontline: Neural Cloud[англ.] — Clukay, Cascadia
- Girls’ Frontline 2: Exilium — Klukai
- Mana Khemia: Alchemists of Al-Revis — Лэнэ Киэр
- Mega Man X: Command Mission — Синнамон
- Memories Off: Yubikiri no Kioku — Орихимэ Хосицуки
- NieR — Ёна
- Puella Magi Madoka Magica Portable — Кёко Сакура
- Riviera: The Promised Land — Серена
- Rune Factory: A Fantasy Harvest Moon — Тори иои Торте
- Shining Force EXA — Катена
- Shining Wind — Мао
- The King of Fighters EX2: Howling Blood — Миу Куросаки
- WarTech: Senko No Ronde — Баэк Чанпо
- Wrestle Angels: Survivor — Кати Канай, Ноэль Сираиси
- Xenosaga Episode II: Jenseits von Gut und Böse — 100-Series Realian
- Yggdra Union: We'll Never Fight Alone — Памела, Эмилия

### Drama CD
2009
- Koroshiya San — Kyuu Onna san
- Toradora! Drama CD Vol. 2 — Кихара Мая
- Drama CD Himawari — Ариэс
- Drama CD Persona — Аясэ Юка
- Bouso Rettou Seishun Hen — Chihou no Jidai ga Yatte Kita! — Хигути Кёко
- Transistor Teaset — Denki Gairozu — Осиро Кагами
- Yggdra Unison — Памела, Эмилия

2010
- MM! — Сидзука Садо

2011
- Puella Magi Madoka Magica — Кёко Сакура

## Дискография[2]

### Синглы
| Дата выхода     | Название                                |
| --------------- | --------------------------------------- |
| 28 декабря 2005 | Yume no Drive                           |
| 4 октября 2006  | Tokimeki no Kotoba (яп. トキメキの言葉) |
| 4 октября 2006  | Love Messenger                          |
| 8 августа 2007  | Cheer Ruuga! (яп. チアルーガ!)          |
| 9 сентября 2007 | Koi no Museum (яп. 恋のミュージアム)    |
| 10 октября 2007 | Ureshinaki (яп. ウレシ泣キ)             |
| 14 января 2009  | Datte Anata Wa Anata Da Kara            |

### Альбомы
| Дата выхода    | Название         |
| -------------- | ---------------- |
| 1 февраля 2006 | Ai no Uta        |
| 6 декабря 2006 | Shiawase no Iro  |
| 12 марта 2008  | Namida no Kiseki |
| 22 апреля 2009 | Supplement       |

### Другие альбомы
| Дата выхода    | Название |
| -------------- | -------- |
| 27 января 2010 | Airenjā  |

### DVD
- Ai Pon the Films (выпущен 3 марта 2007)
- Ai Nonaka's «No Tear x No Live 2008» (выпущен 6 августа 2008)